# Celluloid
Celluloid（セルロイド）は、日本のヴィジュアル系ロックバンド。

## 概要
1997年 NagiとRinkaを中心に結成。ティアーズ音楽事務所（Tears Music Co.,Ltd.）に所属。
PENICILLINのローディーからなるヴィジュアル系バンドであり、当時珍しかった中高生のメンバーが在籍するバンドとして話題となる。2000年の時点での平均年齢は18歳。
初期の作品はBAISERのSHAISUKEがプロデュースしており、ゲストプレイヤーとしてもベースで参加。また、1st single「parasite」ではゲストミュージシャンとして藤本泰司の名前がクレジットされている。2000年の1st Full Album「Sensitivity」のリリースを最後にSeriとJinが脱退。その後、悠とKAZ（ex Jagged Little Pill）が加入。
以後ライブ活動などを精力的に行い、テレビ東京系「SPARK!!」などに定期的に出演し人気を博した。
1999年4月20日から2000年3月25日にかけて放送されたテレビアニメ「快感・フレーズ」の劇中歌として「花のように美しく」や「つばさ」などの楽曲が使われており、第31話では謎の覆面バンドShadowとして本人たちが登場するシーンが存在する。原作コミックにて作者の新條まゆお気に入りのバンドだと記載されているため、そこから話が発展したものだと推測される。また、シークレットライブと称してΛuciferとの2MANライブも行なうなどの接点もあった。
2002年4月23日 VocalのNagiの脱退に伴い、目黒THE LIVE STATIONでのライブを最後に解散。

## ディスコグラフィー
| 発売日        | タイトル | レーベル/品番                 | メーカー             |
| ------------- | --- | ----------------------------- | -------------------- |
| 1999年8月10日 | parasite（demo tape） | ECTPULASM RECORDS 品番 TEC-37 |                      |
| 1999年9月22日 | parasite（1st single ） 1.Parasite～失い 2.昇天 | ECTPULASM RECORDS 品番 TEC-37 | SonyMusic            |
| 1999年9月22日 | Intention（1st mini Album ） 1.Lies 2.花のように美しく 3.微熱 4.つばさ 5.罪深き人（acoustic version)                                                                  | ECTPULASM RECORDS 品番 TEC-35 | SonyMusic            |
| 1999年11月3日 | parasite（1st single 限定版 ） | ECTPULASM RECORDS 品番TEC-36  |                      |
| 2000年1月1日  | sensitivity （1st Full Album ） 1.hednist 2.昇天 3.Sing for you 4.air～room～doll 5.shine 6.甘い旋律 7.湖上 8.花のように美しく（acoustic version) 9.yell 10.夕暮れに… | ECTPULASM RECORDS 品番TEC-41  | 原楽器               |
| 2001年6月17日 | 涙のBLUE（omnibus Album） | 2曲目に参加。                 | イベントにて無料配布 |